# Brevipalpus arizonicae
Brevipalpus arizonicae är en spindeldjursart som beskrevs av Baker och James P. Tuttle 1987. Brevipalpus arizonicae ingår i släktet Brevipalpus och familjen Tenuipalpidae. Inga underarter finns listade.